# Euchroeus limbatus dusmeti
Euchroeus limbatus dusmeti é uma subespécie de insetos himenópteros, mais especificamente de vespas pertencente à família Chrysididae.
A autoridade científica da subespécie é Trautmann, tendo sido descrita no ano de 1926.
Trata-se de uma subespécie presente no território português.